# Means of Deliverance
Means of Deliverance je sedmnácté sólové studiové album amerického hudebníka a skladatele Billa Laswella. Nahrávání probíhalo ve městě West Orange v americkém státě New Jersey a album následně vyšlo v říjnu 2012. Producentkou nahrávky byla Laswellova manželka, etiopská zpěvačka Ejigayehu „Gigi“ Shibabaw.

## Seznam skladeb
| Pořadí | Název                   | Autor                       | Délka |
| ------ | ----------------------- | --------------------------- | ----- |
| 1.     | Against the Upper House | Bill Laswell                | 4:37  |
| 2.     | A Dangerous Road        | Laswell                     | 4:32  |
| 3.     | Ouroboros               | Laswell                     | 4:19  |
| 4.     | Buhala                  | Laswell                     | 3:15  |
| 5.     | Bagana/Sub Figura X     | Laswell, Ejigayehu Shibabaw | 4:20  |
| 6.     | In Falling Light        | Laswell                     | 5:37  |
| 7.     | Aeon                    | Laswell                     | 5:13  |
| 8.     | Epiphaneia              | Laswell                     | 4:40  |
| 9.     | Lightning in the South  | Laswell                     | 4:16  |
| 10.    | Low Country             | Laswell                     | 4:13  |

## Obsazení
- Bill Laswell – akustická baskytara, sampler
- Ejigayehu „Gigi“ Shibabaw – zpěv